# Zesławice

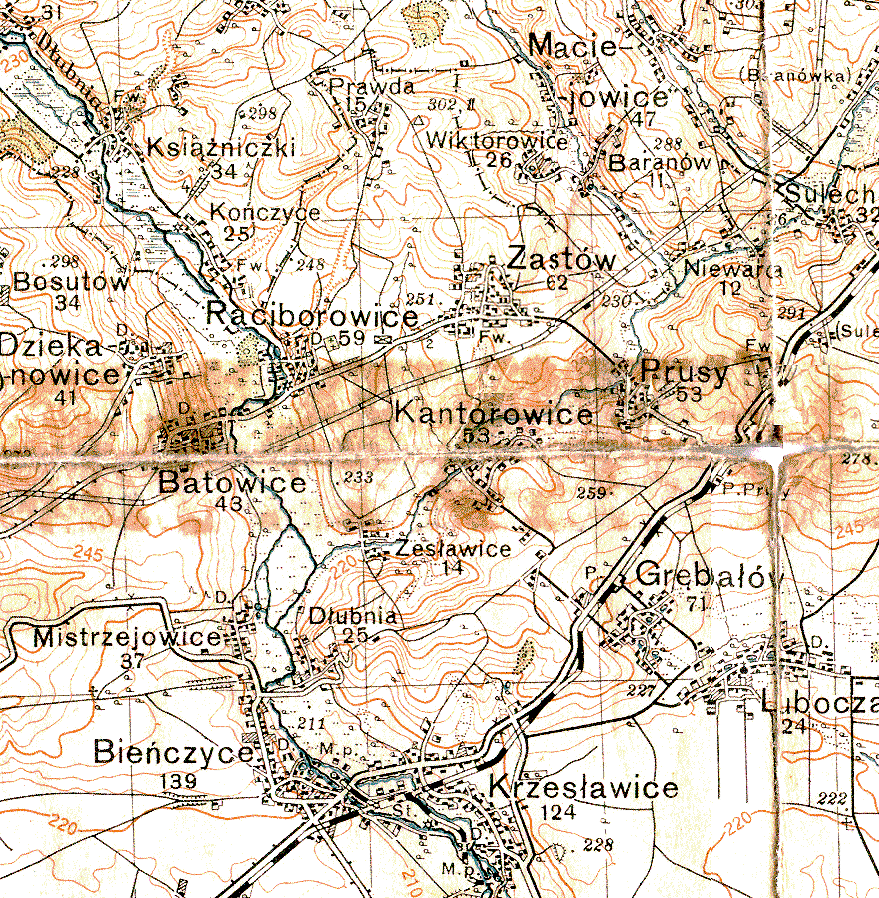
Okolice Zesławic – mapa z 1933 roku

Zesławice – obszar Krakowa wchodzący w skład Dzielnicy XVII Wzgórza Krzesławickie, dawna niewielka wieś położona ok. 10 km na północny wschód od centrum Krakowa.
Nazwa Zesławice jest patronimikiem od imion: Zysław, Zdziesław, Zdzisław.
Historyczna zabudowa Zesławic zamyka się w obecnych ulicach: Jeziorany i Nad Baranówką

## Historia
Pierwsza wzmianka o wsi Zesławice pochodzi z 1348 r., kiedy była własnością zakonu cystersów w Mogile. Prawdopodobnie stan ten nie uległ zmianie do roku 1832, kiedy Komisja Włościańska oczynszowała Zesławice wraz z innymi wsiami należącymi do Cystersów.
Od powstania podlegała parafii w Raciborowicach, podobnie jak wszystkie okoliczne wsie.
W XVIII w. w Zesławicach była karczma, folwark i młyn na potoku Baranówka zwany Blechem.
W ramach rozbudowy Twierdzy Kraków w latach 1892–1896 w bezpośrednim sąsiedztwie Zesławic wybudowano fort pancerny „Dłubnia”, którego zadaniem było ryglowanie doliny Dłubni. Miał współpracować z położonym na wschodzie krzesławickim i mistrzejowickim na zachodzie. Nie zachował się szaniec piechoty № IS.VI.1.
W 1914 roku w ramach przygotowań do oblężenia Twierdzy Kraków, zabudowania Zesławic zostały całkowicie rozebrane, a mieszkańcy wysiedleni(częściowo do Krakowa). Czyszczeniem przedpól fortów objęto wówczas większość okolicznych wsi. Po zakończeniu działań wojennych zezwolono na ponowną zabudowę i z tego okresu zachowało się (do pocz. XXI wieku) kilka drewnianych domów (nr.: 14, 19, 21).
1 stycznia 1951 Zesławice zostały włączone do Krakowa jako LVI dzielnica katastralna. Od 1991 roku weszły w skład dzielnicy XVII Wzgórza Krzesławickie.

## Środowisko, demografia
Zesławice były jedną z mniejszych w okolicy wsi – pod koniec XVIII w. liczyły 17 domów i ok. 110 mieszkańców, w połowie XIX wieku – nieco ponad 20 domów, a w latach 30. XX w. – 14 domów.
Prawdopodobnie (przejściowo) w XX w. do Zesławic przyłączono jako przysiółek pobliską niewielką wieś Dłubnię, liczącą w latach 30. XX w. 25 domów.
Zesławice miały charakter rolniczy, czemu sprzyjały żyzne gleby Wzgórz Krzesławickich (tereny lessowe Płaskowyżu Proszowickiego). W 1952 r. w Zesławicach powstała cegielnia (oraz kopalnia odkrywkowa gliny), której produkty wykorzystywano do budowy kombinatu Huty im. Lenina i osiedli dzielnicy Nowej Huty. Znalazła w niej pracę część mieszkańców Zesławic. Większe zmiany związane były z wywłaszczeniami z gruntów rolnych (zajętych m.in. pod cegielnie i odkrywki gliny), a przez to odcięciem tradycyjnych źródeł utrzymania i często koniecznością przeprowadzenia się do blokowisk Nowej Huty.
Nazwiska typowe dla Zesławic: Baran, Perlik, Bochenek (do XIX w.).

## Galeria

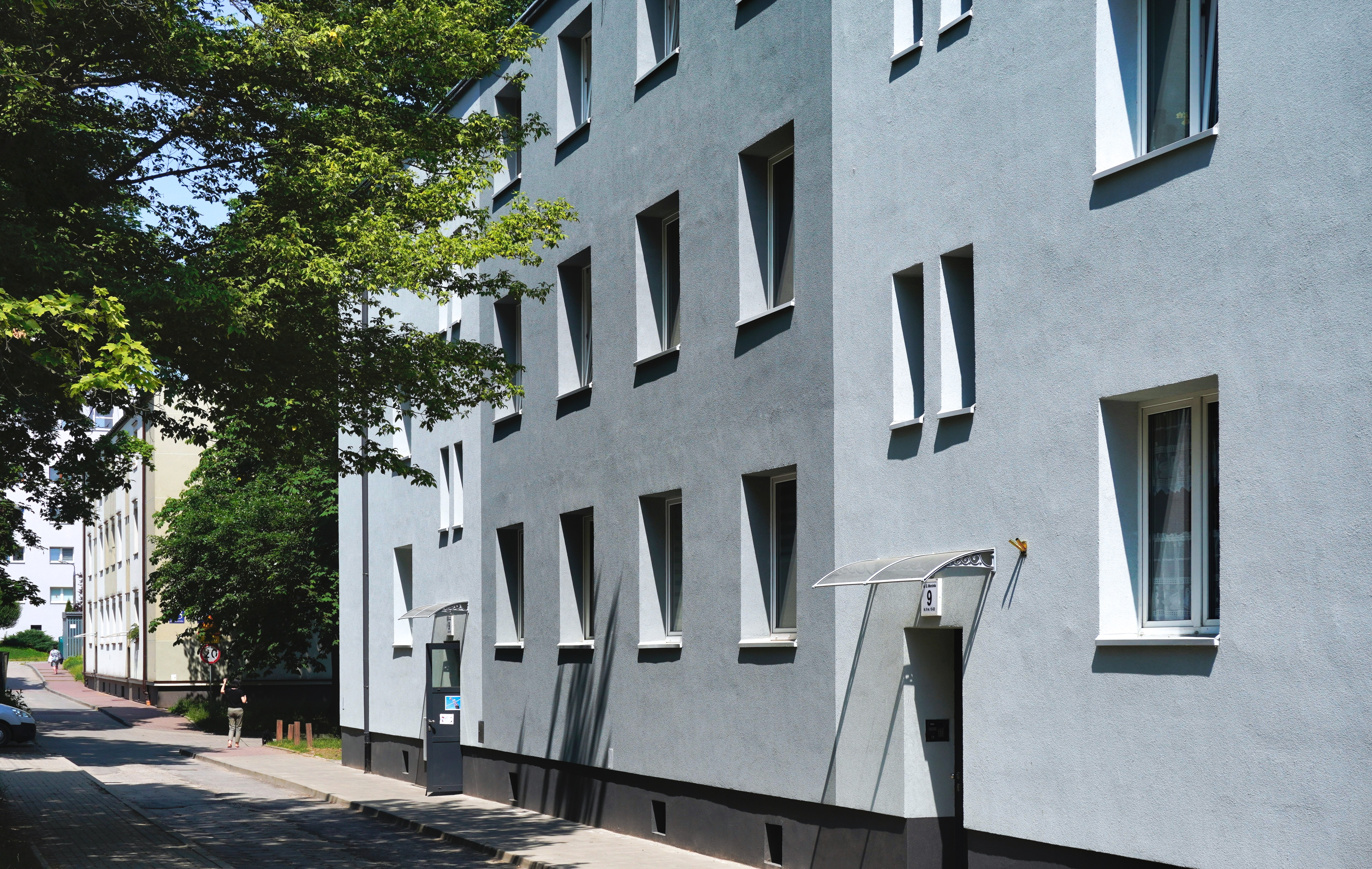
Blok przy ul. Gustawa Morcinka 9
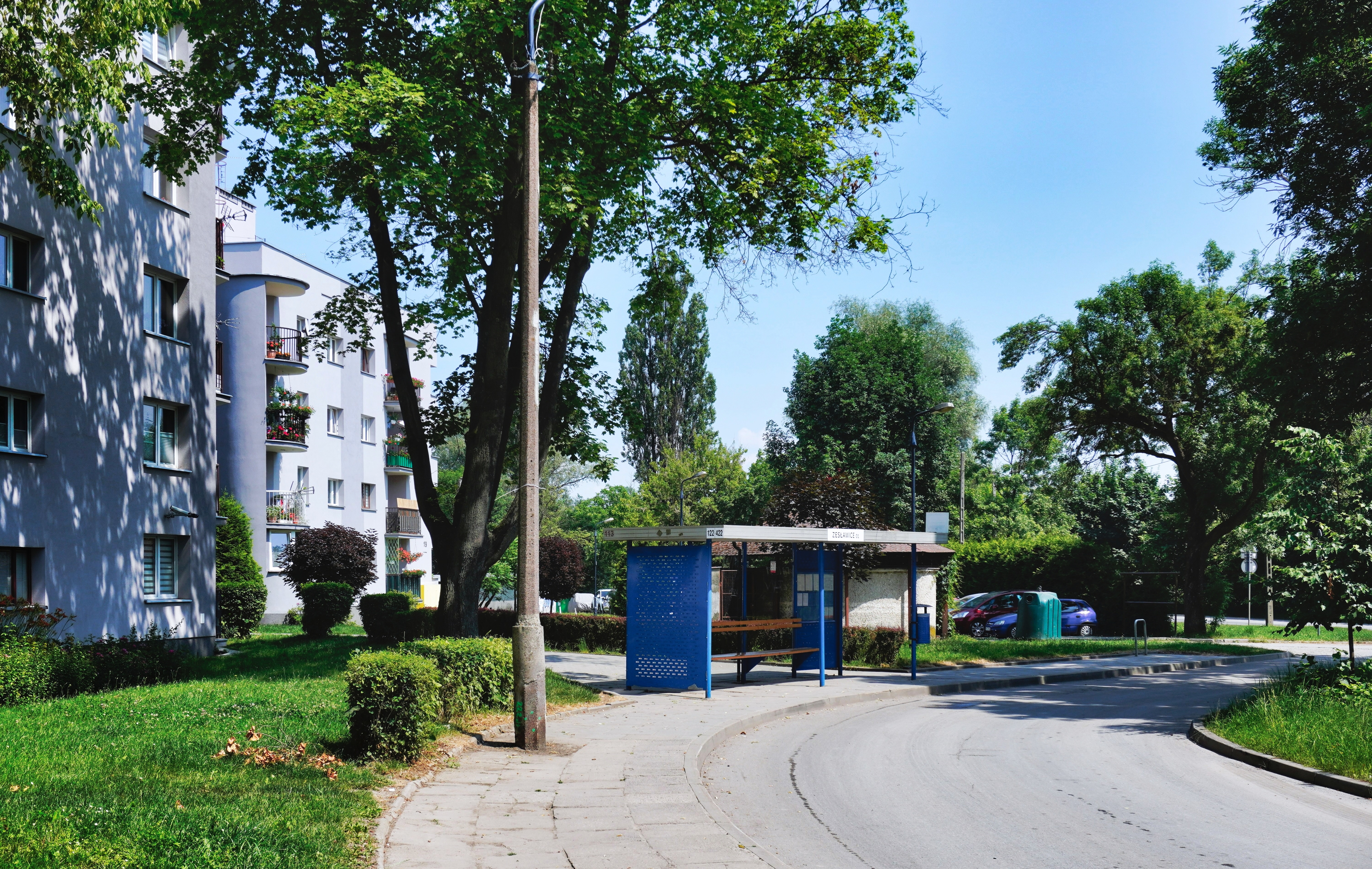
Pętla autobusowa „Zesławice”
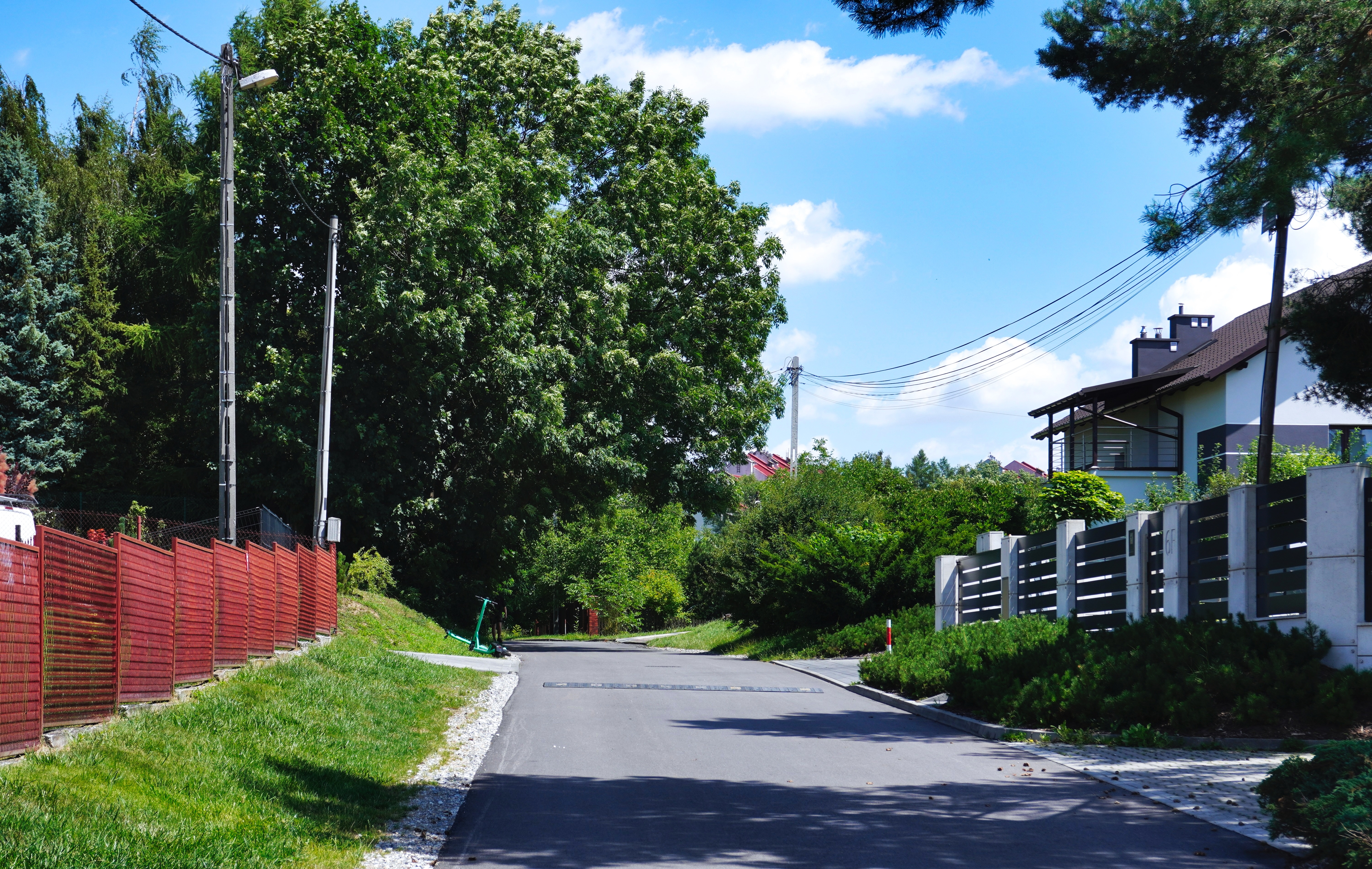
Ulica Sándora Petőfiego – historycznie droga graniczna między Zesławicami a Krzesławicami